# Paul Schultz

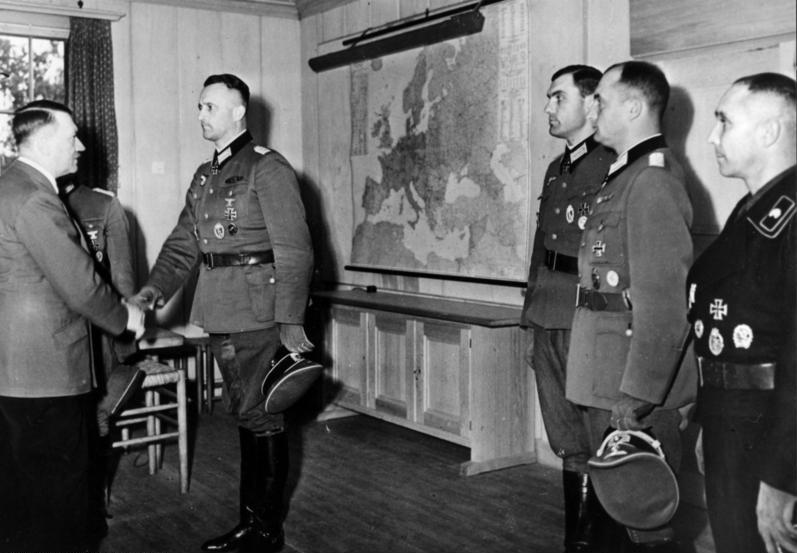
Paul Schultz (el más cercano al mapa de pared) espera su turno para ser condecorado en Wolfsschanze, el 15 de septiembre de 1943, junto a él están: Theodor Tolsdorff, Günther Pape y Franz Bäke; quien saluda a Hitler es Walter Lange

Paul Schultz (Welzheim, Alemania, 30 de octubre de 1891 - Tubinga, 15 de septiembre de 1964) fue un militar alemán que combatió en las dos contiendas mundiales y que alcanzó el rango de Mayor General de la Wehrmacht durante la Segunda Guerra Mundial, siendo condecorado con las Hojas de roble de la Cruz de Caballero por su valentía y liderazgo en el Frente del Este.

## Biografía
Paul Schultz nació en Welzheim, su padre era un guardabosques. Ingresó en el ejército imperial a los 21 años, en julio de 1912, como cadete en el Regimiento de Infantería "Kaiser Guillermo de Prusia" n.º 120 y con el grado de alférez luchó en las filas del Regimiento n.º 192 en la Primera Guerra Mundial, obteniendo la Cruz de Hierro de Segunda y Primera Clase en 1914.
Terminada la guerra, Schultz entró en 1920 en la policía de Wurtemberg en Stuttgart y asistió a la escuela para oficiales de policía, ejerciendo estas funciones hasta 1935, donde alcanzó el grado de mayor ejerciendo como director de la policía en Ülm. En ese año, Schultz volvió a ser admitido en el nuevo ejército alemán, la Wehrmacht ex-Reichswehr, con el mismo rango y nombrado comandante del 2.º Batallón del Regimiento de Infantería N.º 35 estacionado en Tubinga. En 1937 es ascendido a teniente coronel (Oberstleutnant).
En 1939 funge como comandante del Regimiento de Batallones de Reemplazo N.º 78 y luego como comandante del Regimiento de Infantería Granaderos N.º 308, regimiento con el cual se distinguiría en los próximos años.
En los inicios de la Segunda Guerra Mundial, en abril de 1940, la unidad de Schultz fue enviada a Dinamarca como parte de la Operación Weserübung. Posteriormente Schultz fue trasladado para la preparación de la Campaña de Francia al mando del Regimiento de Infantería n.º 198 siendo ascendido a coronel tras la Ocupación de Francia por las fuerzas del Eje.
En junio de 1941 su unidad es parte del Grupo de Ejércitos Sur en la Operación Barbarroja contra los soviéticos, en dirección a   Orel, donde muestra su valer militar en la Batalla de Rostov, por lo que es condecorado con la Cruz Alemana en oro en octubre de 1941.  El regimiento N.º 198 se distingue por su bravura en la conquista de la ciudad de Krasnodar en julio de 1942 recibiendo la Cruz de Caballero de la Cruz de Hierro.
Se le nombra comandante del 6.º Armee-Waffenschule y se le asigna además la comandancia de su antiguo Regimiento de Infantería Granaderos N.º 308 el cual se destaca por el aseguramiento de una Cabeza de puente en el río Kuban en agosto de 1943.  Esta acción le vale ser condecorado con la adición de las Hojas de roble a su Cruz de Caballero recibiendo el galardón de manos del mismo Hitler en septiembre de 1943.
El 1 de marzo de 1944, Schultz es ascendido a General de división (Generalmajor) y es nombrado Comandante de la 8.ª Escuela de Infantería del Ejército.  El 8 de mayo de 1945 es tomado prisionero por los estadounidenses y permanece cautivo hasta 1947 sin formulársele cargos.
Paul Schultz falleció en Tübingen el 15 de septiembre de 1964 a los 72 años.